# Arsenbrackebuschita
L'arsenbrackebuschita és un mineral de la classe dels arsenats, que pertany al supergrup de la brackebuschita. Va rebre el seu nom l'any 1976 per Wolfgang Hofmeister i Ekkehart Tillmanns per ser l'anàleg arsenat de la brackebuschita.

## Característiques
L'arsenbrackebuschita és un arsenat hidroxilat de plom i ferro, de fórmula química Pb₂Fe3+(AsO₄)₂(OH). Cristal·litza en el sistema monoclínic. Forma prims flocs o llistons, de fins a 0,5 mil·límetres. També se'n troba de manera massiva o com a grans molt fins. La seva duresa a l'escala de Mohs és 4,5. Pot ser confosa amb la mawbyita, la qual també és un arsenat de plom i ferro però amb un contingut de plom molt menor.
Segons la classificació de Nickel-Strunz, l'arsenbrackebuschita pertany a «08.BG: Fosfats, etc. amb anions addicionals, sense H₂O, amb cations de mida mitjana i gran, (OH, etc.):RO₄ = 0,5:1» juntament amb els següents minerals: arsentsumebita, bearthita, brackebuschita, gamagarita, goedkenita, tsumebita, feinglosita, bushmakinita, tokyoïta, calderonita, melonjosephita i tancoïta.

## Formació i jaciments
Es troba en fissures en dolomites, a les zones oxidades de dipòsits polimetàl·lics de dolomies, i en dipòsits polimetàl·lics de barita-fluorita. Sol trobar-se associada a altres minerals com: beudantita, anglesita, mimetita, bayldonita o stolzita. Aquesta espècie té dues localitats tipus: la mina Clara, a la vall Rankach (Alemanya) i a la mina Tsumeb (Namíbia).